# فهرست میراث جهانی در اسلوونی
میراث جهانی در اسلوونی تا ژانویه ۲۰۲۵ شامل ۵ اثر در کشور اسلوونی است. اسلوونی این کنوانسیون را در تاریخ ۵ نوامبر ۱۹۹۲ پذیرفت و از آن هنگام، مکان‌های طبیعی و فرهنگی آن دارای شرایط برای گنجانده شدن در فهرست میراث جهانی هستند.
سایت‌های میراث جهانی سازمان آموزشی، علمی و فرهنگی سازمان ملل متحد، یونسکو مکان‌هایی هستند که دارای اهمیت فرهنگی یا طبیعی هستند، همان‌طور که در پیمان‌نامه میراث جهانی، که در سال ۱۹۷۲ تأسیس شده، شرح داده شده است. میراث فرهنگی شامل بناهای تاریخی مانند آثار معماری، مجسمه‌ها، کتیبه‌ها، مجموعه‌های ساختمانی و محوطه‌های باستانی است. از سوی دیگر، میراث طبیعی به ویژگی‌های فیزیکی و زیستی، شکل‌های زمین‌شناسی و زیستگاه گونه‌های در خطر انقراض حیوانات و گیاهان اطلاق می‌شود. همچنین مکان‌هایی که از نظر علمی، حفاظتی یا زیبایی طبیعی اهمیت دارند، جزو میراث طبیعی به‌شمار می‌روند. اسلوونی، پس از اعلام استقلال از یوگسلاوی در ۲۵ ژوئن ۱۹۹۱، این کنوانسیون را در ۵ نوامبر ۱۹۹۲ تصویب کرد.
تا سال ۲۰۲۴، پنج سایت در اسلوونی در فهرست میراث جهانی قرار دارند و چهار سایت دیگر نیز در فهرست آزمایشی قرار گرفته‌اند. اولین سایتی که در اسلوونی به این فهرست اضافه شد، غارهای شکوجان بود که در دهمین جلسه یونسکو در سال ۱۹۸۶ به ثبت رسید.در دهه ۲۰۱۰، سه سایت دیگر اضافه شدند که همگی از نوع فراملی هستند: سکونت‌گاه‌های خشت‌چینی در ایگ، بخشی از سایت فراملی آبسراهای پیش از تاریخ پیرامون آلپ در سال ۲۰۱۱،ایدرییا، به عنوان بخشی از سایت تراکنشی میراث جیوه. آلمادن و ایدرجا در سال ۲۰۱۲،و دو ذخیره‌گاه جنگلی، جنگل‌های دست‌نخورده کروکار و سنیژیک–ژدروکل در سال ۲۰۱۷، به عنوان بخشی از گسترش سایت جنگل‌های کهنسال راش کارپات و مناطق دیگر اروپا.
جدیدترین سایتی که اضافه شده، آثار یوزه پلچنیک در لیوبلیانا در سال ۲۰۲۱ است. از این پنج سایت، غارهای شکوجان و جنگل‌های بکر بوک سایت‌های طبیعی هستند، در حالی که سه سایت دیگر سایت‌های فرهنگی هستند، همان‌طور که با معیارهای انتخاب سازمان تعیین شده است.

## میراث جهانی
سایت‌ها با ده معیار فهرست می‌شوند. هر ورودی باید دست‌کم یکی از معیارها را داشته باشد.
| # | نگاره | نام                               | موقعیت                                            | سال  | ش ثبتمعیارها   | شرح | م      |
| ۱ |       | غارهای شکوجان                     | شکوجان                                            | ۱۹۸۶ | ۳۹۰(vii)(viii) | سیستم غاری غارهای شکوجان و اطراف آن نمایانگر برخی از مهم‌ترین پدیده‌های توپوگرافی کارست هستند، از جمله یکی از بزرگ‌ترین دره‌های زیرزمینی رودخانه‌ای شناخته‌شده در جهان. این سایت در فلات کارست واقع شده است که در تاریخ علوم زمین اهمیت ویژه‌ای دارد. | [ ۱۰ ] |
| ۲ |       | آبسراهای پیش از تاریخ پیرامون آلپ | شهرداری ایگ                                       | ۲۰۱۱ | ۱۳۶۳(iv)(v)    | این میراث فراملی شامل ۱۱۱ محل با سکونتگاه‌های ماقبل‌تاریخی آبسرا است که دو محل از آنها شامل آبسراها در ایگ، گروه شمالی و آبسراها در ایگ، گروه جنوبی در اسلوونی قرار دارند. کاوش‌ها در این سایت‌ها بینش‌هایی دربارهٔ زندگی در دوران ماقبل تاریخ، در دوره‌های نوسنگی و عصر برنز در اروپای آلپی فراهم کرده‌اند. این سایت با اتریش، فرانسه، آلمان، ایتالیا و سوئیس مشترک است. | [ ۱۱ ] |
| ۳ |       | میراث جیوه. آلمادن و ایدریا       | ایدرییا                                           | ۲۰۱۲ | ۱۳۱۳(ii)(iv)   | ایدریا یکی از دو بزرگ‌ترین معادن جیوه در جهان را داراست که جیوه برای اولین بار در سال ۱۴۹۰ در آنجا کشف شد. این سایت شامل زیرساخت‌ها و فناوری‌های مرتبط با استخراج معدن و تولید جیوه است و گواهی بر تجارت بین‌المللی جیوه می‌دهد که در طول قرون مبادلات مهمی بین اروپا و آمریکا ایجاد کرده است. این سایت با شهر معدنی آلمادن، اسپانیا مشترک است. | [ ۱۲ ] |
| ۴ |       | جنگل‌های کهنسال راش                | شهرداری‌های کوچوه، ایلیرسکا بیستریکا، لوچکا دولینا | ۲۰۱۷ | ۱۱۳۳(ix)       | این سایت فراملی شامل نمونه‌های دست‌نخورده‌ای از جنگل معتدل است که فرایند گسترش پس از یخبندان بوک اروپایی را از چند منطقه پناهگاهی جداگانه در آلپ، کارپات‌ها، دیناریدس، مدیترانه و پیرنه نشان می‌دهد. این سایت در اصل در سال ۲۰۰۷ برای شامل شدن جنگل‌های اسلواکی و اوکراین فهرست شد. در سال‌های ۲۰۱۱، ۲۰۱۷ و ۲۰۲۱ گسترش یافت تا جنگل‌هایی در مجموع ۱۸ کشور اروپایی را شامل شود. دو ذخیره‌گاه جنگلی کروکار و سنیژنیک و جنگل بکر ژدروکل در سال ۲۰۱۷ فهرست شدند. | [ ۱۳ ] |
| ۵ |       | آثار جوژه پلچنیکدر لیوبلیانا      | لیوبلیانا و چرنا واس                              | ۲۰۲۱ | ۱۶۴۳(iv)       | این سایت شامل برخی از برجسته‌ترین آثار معمار اسلوونیایی یوژه پلجنیک در لیوبلیانا است. در طول دوره میان‌دوجنگ، پلچنیک تلاش کرد لیوبلیانا را از یک شهر استانی به پایتخت ملت اسلوونی تبدیل کند. او این کار را با ایجاد مجموعه‌ای از فضاها و نهادهای عمومی و ادغام آنها در بافت شهری موجود انجام داد. این سایت‌ها شامل کلیسای سنت مایکل در چرنا واس و سایت‌های زیر در لیوبلیانا می‌شوند: تفرجگاه در امتداد ساحل‌های رودخانه لیوبلیانیسا و پل‌های عبوری از آن (پل سه‌گانه در تصویر)، تفرجگاه سبز: خیابان وگووا با کتابخانه ملی و دانشگاهی از میدان انقلاب فرانسه تا میدان کنگره و پارک ستاره، پل ترنوو، دیوارهای رومی در میرجه، کلیسای سنت فرانسیس آسیسی، و باغ همه مقدسان در قبرستان ژاله. | [ ۱۴ ] |

## فهرست آزمایشی
علاوه بر سایت‌های موجود در فهرست میراث جهانی، کشورهای عضو می‌توانند فهرستی از سایت‌های آزمایشی را نگهداری کنند که ممکن است برای نامزدی مورد بررسی قرار گیرند. نامزدی برای فهرست میراث جهانی فقط در صورتی پذیرفته می‌شود که سایت قبلاً در فهرست آزمایشی قرار گرفته باشد.
تا سال ۲۰۲۱، اسلوونی ۴ سایت را در فهرست آزمایشی خود ثبت کرده است.
| # | نگاره | نام                               | موقعیت                               | سال  | ش ثبتمعیارها           | شرح | م      |
| ۱ |       | تپه‌های فوجینا                     | فوجینای قدیم و استودر وی بوهینج      | ۱۹۹۴ | ۵۹۲(ii)(v)             | این منطقه برای نیازهای خاص پرورش گاوهای چراگاه کوهستانی توسعه یافته است. گله‌داران در ماه‌های تابستان، گاوها را به مناطق مرتفع می‌برند. سکونتگاه‌های کوهستانی نیز ساختارهای خاصی از جمله انبار علوفه را توسعه داده‌اند. | [ ۱۶ ] |
| ۲ |       | بیمارستان پارتیزانی فرانجا        | دولنجی نواکی                         | ۲۰۰۰ | ۱۴۴۳(i)(iii)(iv)       | یک مجموعه بیمارستانی پارتیزانی مخفی که در طول جنگ جهانی دوم تأسیس شده بود. این بیمارستان ظرفیت حداکثر ۱۲۰ بیمار را داشت و به سربازان ملیت‌های مختلف درمان ارائه می‌داد. این بیمارستان هرگز توسط نیروهای دشمن کشف نشد. | [ ۱۷ ] |
| ۳ |       | فلات کارست                        | فلات کارست                           | ۲۰۱۵ | ۶۰۷۲(vii)(viii)(ix)(x) | پلاتوی کارست منطقه‌ای است که پدیده‌های کارست برای اولین بار به‌طور علمی توصیف شدند. سکونت انسانی مداوم برای بیش از ۲۰۰۰ سال، یک منظر فرهنگی با هویتی منحصر به فرد ایجاد کرده است. منطقه کارست اسلوونی از غنی‌ترین مناطق اروپا از نظر تنوع گیاهی و جانوری است و یکی از «نقاط داغ» تنوع زیستی جهانی محسوب می‌شود.                                                     | [ ۱۸ ] |
| ۴ |       | مسیر صلح از آلپ تا دریای آدریاتیک | کارنیولای بالا و ناحیه ساحلی اسلوونی | ۲۰۱۶ | ۶۰۷۷(ii)(vi)           | این سایت شامل منطقه‌ای است که در آن جبهه ایسونزو در طول جنگ جهانی اول رخ داد. سایت‌ها شامل کلیسای روسی در گذرگاه ورشچیک، گورستان‌های نظامی در لوگ پود مانگارتوم، سولکان، اشتانیل، گوریانسکو و چرنیچه، مقبره‌های چارنل در تولمین و کوبارید، کلیسای یادبود روح‌القدس در جاورکا، مناطق تاریخی در زاپریکای، منگور و سابوتین، کلیسای نظامی در لادرا و راه‌آهن بوهینج است. | [ ۱۹ ] |

## واژه‌نامه
1. ↑  olišča na Igu, severna skupina
2. ↑  olišča na Igu, južna skupina